# Moho River

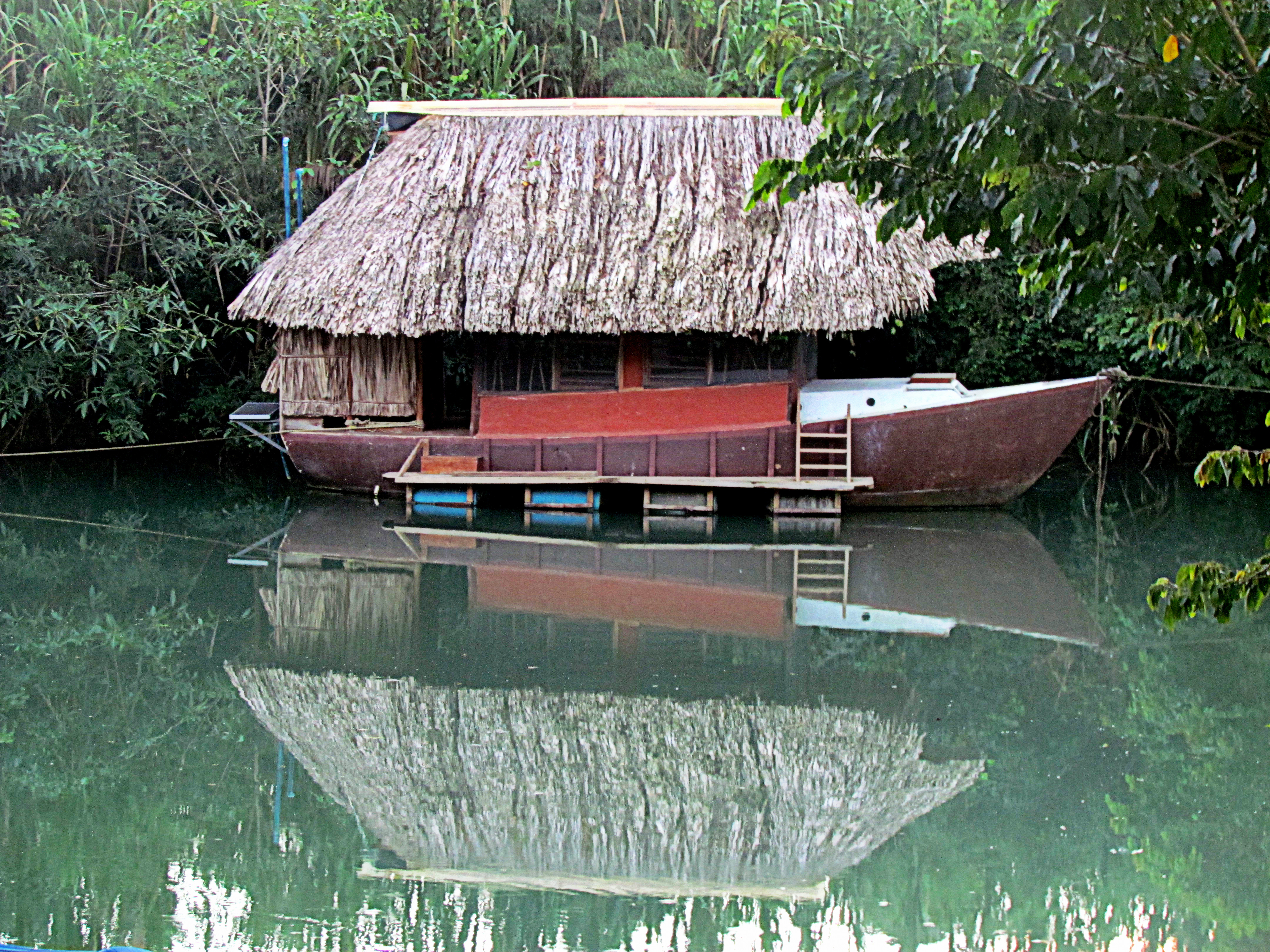
Hausboot an der Cotton Tree Lodge.

Der Moho River (spanisch Río Moho, auch: Hobenté Río, Rio Jovente, Río Pusilá – im Oberlauf) ist ein Fluss in Guatemala und Belize, der nach einem Verlauf von ca. 112 Kilometern in der Bucht von Amatique in den Golf von Honduras mündet. Der Fluss hat ein Einzugsgebiet von ca. 1188,5 km².

## Verlauf
Der Fluss entspringt im Norden von Pusilá Arriba im Municipio San Luis, Departamento Petén, Guatemala, am Südwestrand der Maya Mountains. An seinem Oberlauf wird der Fluss als Río Pusilá bezeichnet. Von dort verläuft er zuerst nach Süden an Pusilá Arriba, Setul und Pusilá Abajo vorbei. Dann macht er im Osten von Chacte einen großen Bogen und wendet sich von dort nach Nordosten. Kurz vor San Benito Poite passiert er die Grenze von Guatemala nach Belize und nimmt von links den Poite River auf. Ab da wird er als Moho River oder Río Moho bezeichnet. Zwischen Aguacate und Santa Teresa nimmt er von links den Aguacate Creek auf und wendet sich nach Südosten. Er verläuft bei dem Ort Jordan und nimmt von links den Blue Creek auf. Im Unterlauf liegen die Orte Santa Ana und Boom Creek am Ufer des Flusses. Von Santa Theresa an bis zur Mündung ist der Fluss schiffbar. Kurz vor der Mündung nimmt der Fluss noch von links den Amado Creek auf und mündet dann in die Bucht von Amatique, einen Teil der Karibischen See.
Die Brücke über den Moho River bei Santa Ana wurde erst 1998 erbaut.